# Henri Friteau
Henri Friteau (1884-1956), missionnaire français de la Congrégation du Saint-Esprit, était le quatrième vicaire apostolique de Loango, nommé en 1923 après quatre ans d’intérim.

## Biographie
Henri Friteau est né le 31 décembre 1884 à Saint-Étienne-en-Coglès. Il fait profession le 28 octobre 1906 et est ordonné prêtre le 24 septembre 1910 au Séminaire français de Rome. 
Mobilisé en janvier 1915, il participe, en 1917, à la bataille de Verdun. Il est ensuite affecté à un train sanitaire comme infirmier, puis à un régiment chargé de l'instruction des troupes américaines. Démobilisé le 3 mars 1919, il rejoint le noviciat. 
Quelques mois plus tard, il est désigné pour le vicariat apostolique de Loango où il arrive en septembre 1919. Le vicaire apostolique, Mgr Léon Girod meurt le 13 décembre 1919 et le Père Friteau est alors nommé administrateur apostolique. Il devient vicaire apostolique le 17 mars 1922 et le sacre a lieu à Loango même, dans la cathédrale en planches, le 6 août de la même année. 

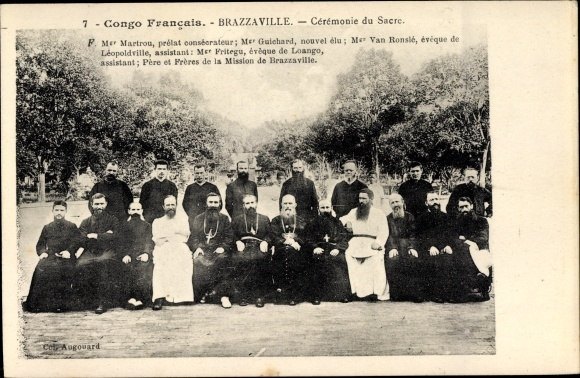
Congo Français - Brazzaville cérémonie sacre de Mgr Guichard par Mgr Martrou (prélat consécrateur); Mgr Firmin Guichard (nouvel élu); Mgr Camille Van Ronslé, CICM, évêque de Léopoldville, assistant; Mgr Friteau, évêque de Loango, assistant; Pères et frères de la mission de Brazzaville

Le premier soin du vicaire apostolique, après son sacre, fut de partir à Mayumba, ordonner quatre prêtres africains. En effet, les abbés René Niambi (1894-1969), Benjamin Nsesse (1887-1961), Gabriel Nghimbi (1893-1958) et Hyacinthe Mbadinga (1895-1948) seront ordonnés prêtres le 23 mars 1924.  Le 22 avril 1934, a lieu l'ordination sacerdotale de l'abbé Sylvestre Douta (1896-1979) et le 20 mars 1939, celle de l'abbé Denys Moussavou (1905-1995),.

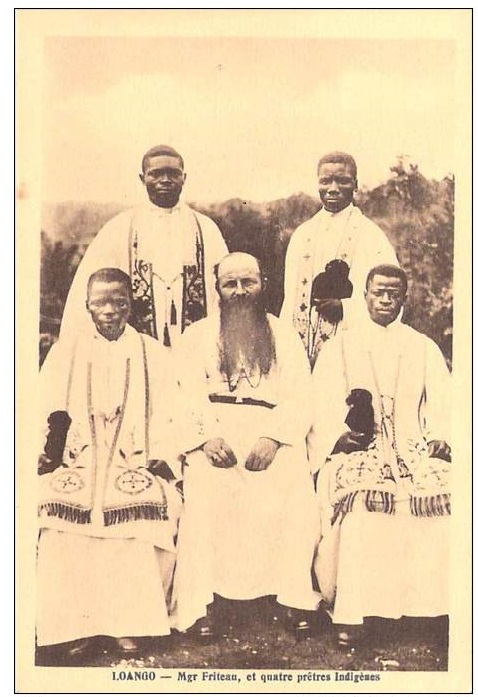
Abbé Gabriel Nghimbi, le Vicaire Apostolique de Loango (Afrique Equatoriale) Mgr Friteau, abbé Benjamin Nsessé, abbé René Niambi et abbé Hyacinthe Mbadinga, lors de l'ordination du 23/04/1924) à Mayumba

Au cours de ses 24 ans à la tête du vicariat apostolique de Loango, Mgr Friteau fonda les missions de Mouyondzi, Pointe-Noire, Pounga et Mossendjo.
On raconte que Mgr Friteau était très attaché au maréchal Pétain, et que de ce fait le général de Gaulle aurait refusé de lui serrer la main en août 1940. Voici le récit de l'incident, rapporté par le Père Molager : "Lorsque le général de Gaulle vint pour la première fois à Pointe-Noire, la ville avait à sa tête un administrateur farouchement anticlérical, protestant d'origine, franc-maçon notoire... Mgr Friteau voulant se rendre avec toutes les notabilités sur le quai de la gare pour saluer le général, l'administrateur en question ordonna au commissaire de police de le prier de retourner sur l'esplanade avec le gros du public. Monseigneur s'exécuta, tout en faisant savoir bien haut qu'il saurait parler à qui de droit... Lorsque le général parut devant la gare, apercevant le vicaire apostolique, il se dirigea aussitôt vers lui et le salua le premier. Devant toute la foule et l'administrateur qui en devint blême, Mgr Friteau relata l'incident qui venait de se produire. De Gaulle, comprenant la gaffe faite par son administrateur civil, l'excusa comme il put et promit sa visite à la mission, malgré le peu de temps dont il disposait. Effectivement, le soir, le général de Gaulle, accompagné de son état-major... et de l'inévitable administrateur, de plus en plus livide, vint voir Mgr Friteau".
À la fin de l'année 1945, intervient la venue du père Henri Prouvost, visiteur apostolique des Missions étrangères de Paris envoyé par le Saint-Siège. Mgr Friteau n'est prévénu qu'à la dernière minute par télégramme. Le père Prouvost ne visite le vicariat qu'en 48 heures (Pointe-Noire et Loango) alors qu'il faut au moins 10 jours pour visiter quelques autres missions du vaste vicariat (Mouyondzi, Mayumba...). Mgr Friteau déclare  "À Loango, il a tout critiqué : nos vieilles maisons, notre chapelle, etc. vae pauperibus [Malheur aux pauvres]...Pas un mot de réconfort, d’encouragement, de pitié. Je suis complètement découragé, anéanti ! avoir travaillé, peiné, pendant 25 ans pour en arriver là, c’est dur, très dur. Mais puisque je suis responsable de la situation, il est urgent que je m’en aille pour que la Mission ne souffre pas trop".

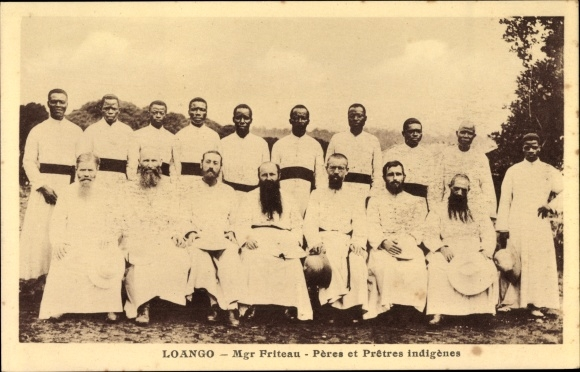
Loango - Debout: Les abbés Sylvestre Douta, Benjamin Nsesse, Gabriel Nghimbi, René Niambi, Henri Tchibassa, Pierre Marie Ngouassa, Raymond Mboko, Hyacinthe Mbadinga

Le 1er mai 1947, Mgr Friteau quitte Loango avant de féter ses 25 ans d'épiscopat. Épiscopat fructueux, car, sous sa direction, le nombre des chrétiens est passé de 7000 à 52000 et le nombre des stations avaient plus que doublé.
Il se retire ensuite à l'abbaye Notre-Dame de Langonnet, et il y meurt le 17 mai 1956.